# 1920 في روسيا
فيما يلي قوائم الأحداث التي وقعت خلال عام 1920 في روسيا.

## سياسة

### انتهاء فترة المنصب
- 5 يناير – ألكسندر كولتشاك Supreme Ruler of Russia [الإنجليزية]‏.

## مواليد

### يناير
- 1 يناير – صبري أولكر رجل أعمال تركي.
- 2 يناير – إسحق عظيموف

### فبراير
- 10 فبراير – رايسا أرونوفا
- 20 فبراير – يافجني دراغونوف

### أبريل
- 6 أبريل – اناتولي سافين

### يوليو
- 11 يوليو – يول براينر ممثل أمريكي.[1]

### نوفمبر
- 18 نوفمبر – كوستانتين بيسكوف لاعب كرة قدم روسي.
- 29 نوفمبر – ايفان بتروف مغني روسي.

## وفيات

### يناير
- 1 يناير – بوريس دومينكو (مواليد 1888)[2]
- 10 يناير – فالنتين بيانكي (مواليد 1857)

### مارس
- 1 مارس – جوزيف ترومبيلدور (مواليد 1880)[3]
- 14 مارس – نيكولاي كوروتكوف (مواليد 1874)

### أبريل
- 30 أبريل – فلاديمير لياكهوف (مواليد 1869)

### يونيو
- 20 يونيو – ديمتري إيفانوفسكي (مواليد 1864)[4]

### أغسطس
- 12 أغسطس – هيرمان ستروف (مواليد 1854) عالم فلك ألماني.[5]

### سبتمبر
- 24 سبتمبر – بيتر كارل فابرجيه (مواليد 1846)[6]

### نوفمبر
- 4 نوفمبر – لودفيغ ستروف (مواليد 1858) عالم فلك روسي.[7]